# Gouttières
Gouttières ist eine französische Gemeinde mit 310 Einwohnern (Stand 1. Januar 2022) im Département Puy-de-Dôme in der Region Auvergne-Rhône-Alpes (vor 2016 Auvergne). Sie gehört zum Arrondissement Riom und zum Kanton Saint-Éloy-les-Mines.

## Lage
Gouttières liegt etwa 30 Kilometer nordwestlich von Riom und etwa 45 Kilometer nordwestlich von Clermont-Ferrand am Flüsschen Chalamont. Umgeben wird Gouttières von den Nachbargemeinden Le Quartier im Norden, Teilhet im Norden und Nordosten, Sainte-Christine im Osten, Saint-Gervais-d’Auvergne im Südosten, Saint-Priest-des-Champs im Süden, Saint-Julien-la-Geneste im Südwesten und Westen, Saint-Maigner im Westen sowie La Cellette im Nordwesten.

## Bevölkerungsentwicklung
| Jahr                       | 1962 | 1968 | 1975 | 1982 | 1990 | 1999 | 2006 | 2013 | 2020 |
| Einwohner                  | 572  | 538  | 463  | 381  | 381  | 386  | 368  | 357  | 326  |
| Quellen: Cassini und INSEE |      |      |      |      |      |      |      |      |      |

## Sehenswürdigkeiten

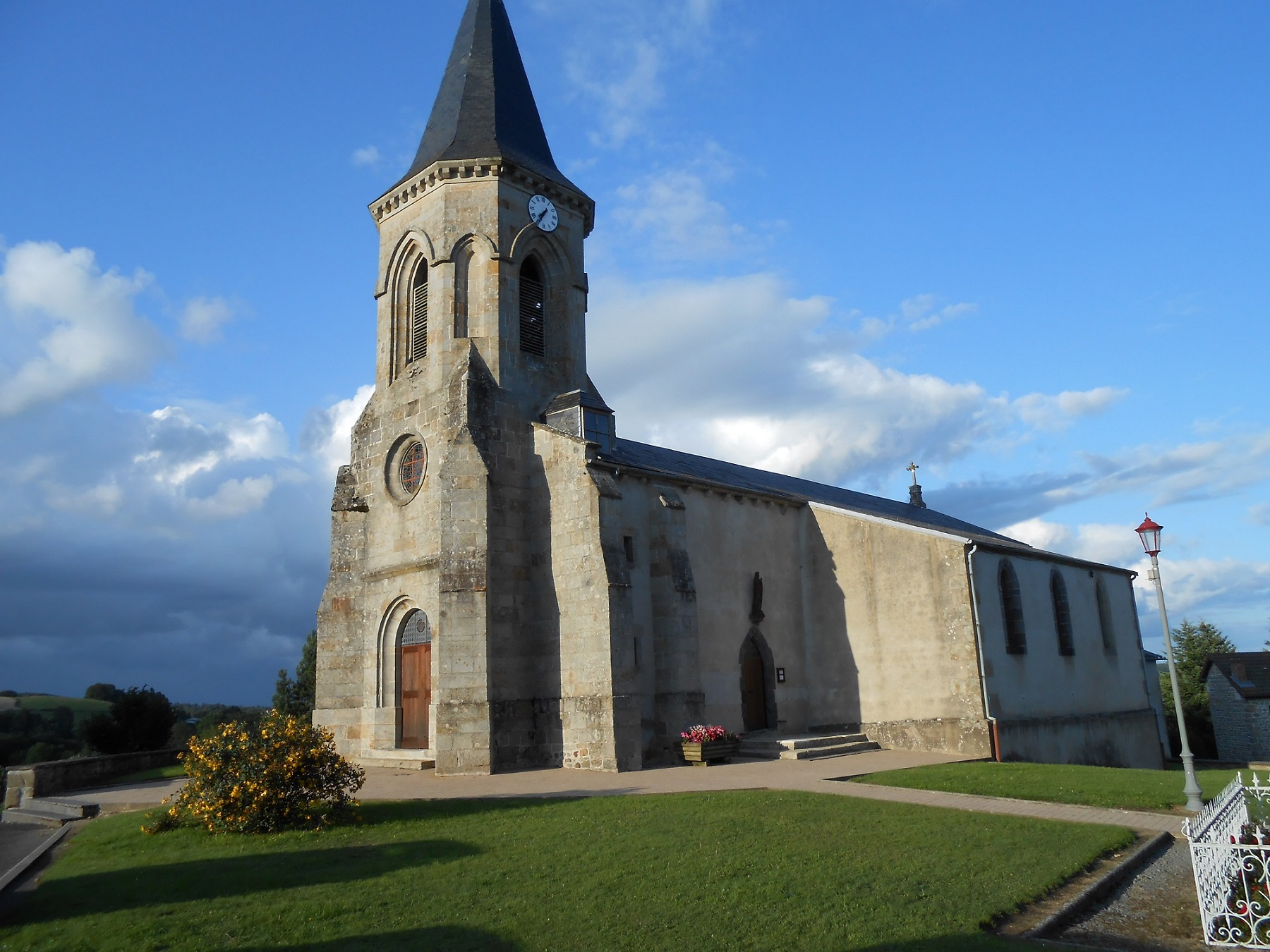
Kirche Saint-Pierre
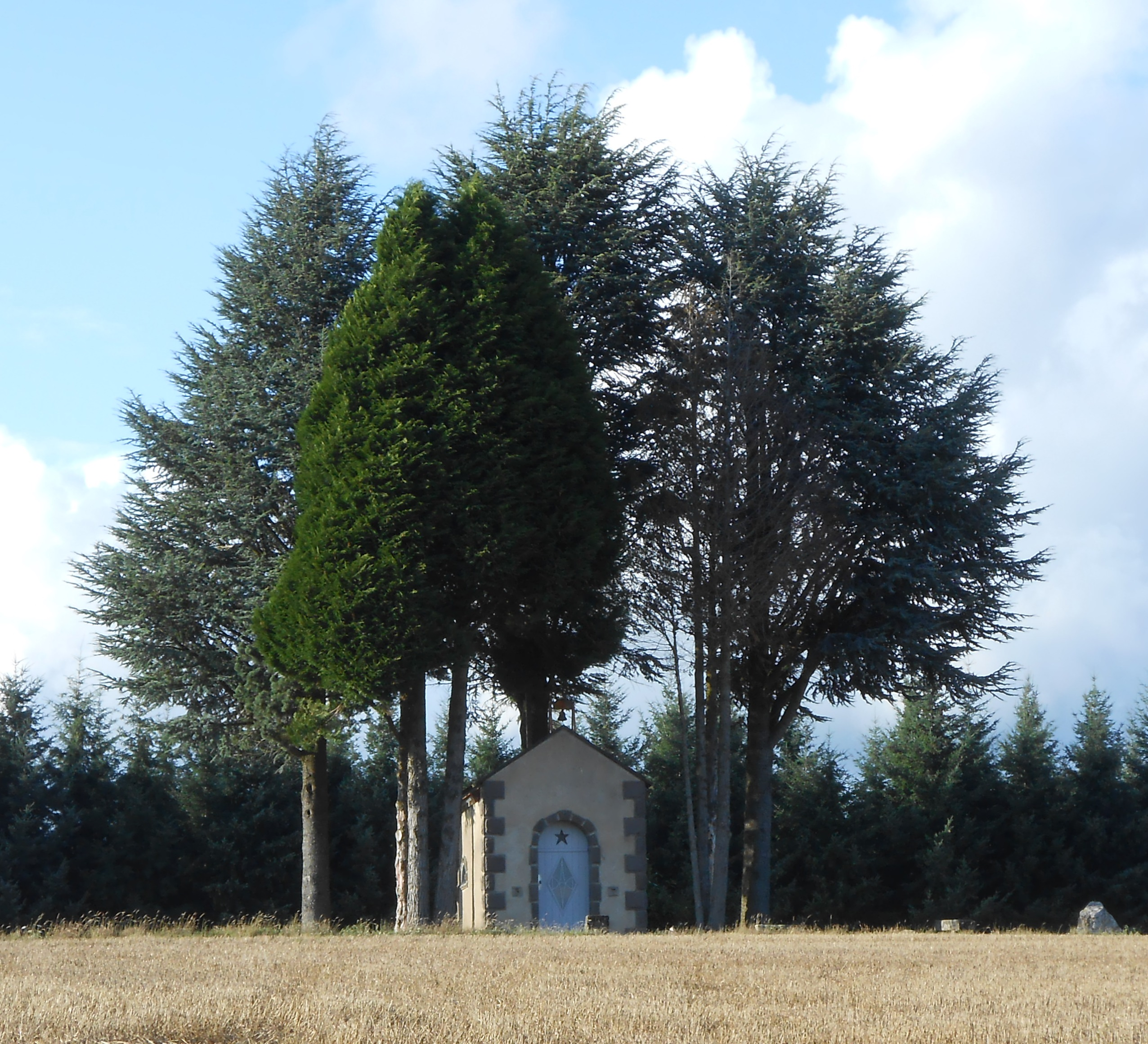
Kapelle Notre-Dame-des-Blés

- Kirche Saint-Pierre
- Kapelle Notre-Dame-des-Blés